# Romanitza Manolescu
Romanitza Manolescu (29 noiembrie 1877, Pitești – iulie 1944, Paris), pe numele său real Margareta Manolescu, a fost o soprană română de renume internațional.
A fost verișoara lui Tudor Arghezi.

## Biografie
Născută în București la 29 noiembrie 1877 (în prima zi după căderea Plevnei) ca fiică a locotenentului erou de la Rahova Alexandru Ion Manolescu (celebrul artilerist ce conducea „bateria Manolescu“), Margareta și-a început studiile la clasa sopranei și profesoarei Maria Assan în 1900 continuându-le apoi la clasa lui George Stephănescu și debutând la Pitești (1902) și București cu un deosebit succes. 
Era soprană lirico-lejeră, glas rar dotat în peisajul artistic al timpului. 
Între 1916 – 1918 a cântat la Paris în multe festivaluri cu fond patriotic pentru ajutorarea trupelor române de pe front. 
În capitala Franței s-a bucurat de îndrumările lui Mihail Vulpescu și ale unor maeștri parizieni, cântând apoi în Franța, Elveția, Belgia, Anglia, Algeria etc. 
Premiera operei „Romanitza“ (1912) de Maurice Jacquet a marcat începutul carierei sale internaționale.
La 24 decembrie 1917 se căsătorește la Paris cu bancherul André Siméon Aron (1884 – 1954) de care va divorța la 5 decembrie 1940.
Romanitza a repurtat strălucite succese în țară și străinătate, îndeosebi ca prim-solistă la Opera Mare, Opera Comică și Opera de la Champs-Elysées din Paris sau la Operele din Bruxelles, Alger, precum și pe scenele din alte mari orașe europene.
A interpretat „sui generis“ rolurile principale din creațiile lui Mozart, Verdi, Rossini, Puccini, Delibes (Lakmé), Massenet (Manon) ș.a. Criticii muzicali au numit-o „Privighetoarea Carpaților”. 
Romantiza era vestită și prin „arta de a fluiera" melodiile populare sau ariile din opere. 
A murit în vara anului 1944 la Paris, după ce obținuse adeziunea presei mondiale (printre alții, Lunacearski a scris o cronică elogioasă, admirând-o în „Oneghin“ de P.I. Ceaikovski), iar Tudor Arghezi remarca într-un necrolog patriotismul artistei.